# Nitroglycérine
Pour l’article homonyme, voir Nitroglycérine (Lucky Luke).
La nitroglycérine, éther trinitrique du glycérol, trinitroglycérine, trinitrate de glycérol ou trinitrine est un composé organique liquide dense, incolore, huileux, explosif et hautement toxique, obtenu par condensation du glycérol avec l'acide nitrique. Elle est utilisée dans la fabrication d'explosifs, et plus particulièrement de la dynamite, dont on se sert dans les industries de construction et de démolition. Elle peut également avoir un usage médical, comme vasodilatateur. Lors de sa décomposition, la nitroglycérine prend une teinte jaune en raison de l'acidification du milieu.

## Histoire
La nitroglycérine a été découverte par Ascanio Sobrero en 1847, lorsqu'il travaillait avec Théophile-Jules Pelouze à l'université de Turin. Le processus de fabrication industrielle fut élaboré par Alfred Nobel dans les années 1860 ; sa société exporta un mélange de nitroglycérine et de poudre à canon appelé « huile suédoise détonante », qui fut rapidement interdit à la suite d'accidents catastrophiques. Il découvrit également en 1866 qu'on pouvait stabiliser la nitroglycérine en la mélangeant à un sable siliceux d'origine naturelle : le kieselguhr. Ceci mena au développement de la dynamite et à d'autres mélanges similaires (dualine et lithofracteur), où l'on ajoute à la nitroglycérine des composés inertes ou des combustibles absorbants (par exemple la nitrocellulose pour fabriquer un gel de couleur jaune, la gélatine explosive).

## Fabrication
La nitroglycérine est fabriquée en laboratoire par la réaction de nitration du glycérol avec l'acide nitrique.
C3H5(OH)3 + 3HNO3 → C3H5(NO3)3 + 3H2O.
La température ne doit pas dépasser les 30 °C lors de la réaction, sous risque d'explosion. La nitroglycérine se stabilise et est lavée par l'eau et le carbonate de sodium jusqu'à ce qu'elle devienne neutre. Cette réaction chimique extrêmement dangereuse est réalisée par des professionnels dans des laboratoires spécialement équipés. Emil Nobel (en), le frère d'Alfred Nobel, en est mort tragiquement.
Voici la méthode utilisée par Émile Kopp au XIXe siècle. Ce dernier utilise un mélange à parts égales d'acide nitrique fumant et d'acide sulfurique à 66 °Bé (d = 1,83). Le mélange est versé dans un ballon maintenu dans un bac réfrigérant. On verse dans ce mélange la glycérine (environ la moitié du poids de l'acide nitrique) tout en agitant lentement le liquide, ceci à une température de moins de 20 °C. Le liquide obtenu doit être versé dans une grande quantité d'eau froide. L'éther trinitrique de la glycérine, couramment appelé « nitroglycérine », vient se déposer au fond du récipient. La nitroglycérine ainsi obtenue contient des traces d'eau et de ce fait ne peut se conserver. Elle doit donc être purifiée de son eau.
Même refroidie, la nitroglycérine est extrêmement instable et peut très rapidement se décomposer en une violente explosion. Beaucoup de chimistes amateurs sont morts en essayant d'en fabriquer ou d'en stocker.

## Propriétés

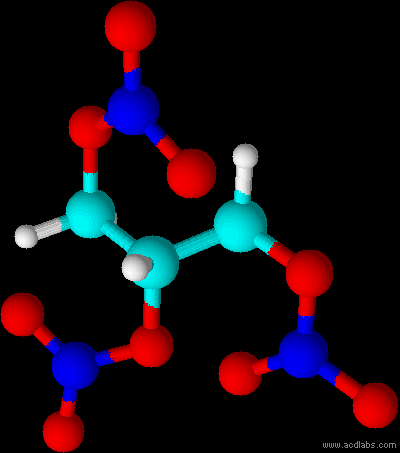
Vue en 3D d'une molécule de nitroglycérine.

C'est une matière très sensible à la friction, aux chocs, aux élévations de température et aux étincelles.
Sa sensibilité au choc est cependant relative — et bien moindre que ce que prétend la légende véhiculée par le cinéma pour son côté spectaculaire (notamment dans le film Le Salaire de la peur ou Il était une fois la révolution) —. En effet, une goutte de nitroglycérine lâchée d'une hauteur d'homme ou même de plusieurs dizaines de mètres (hauteur qui lui fera atteindre sa vitesse terminale) n'explose pas, l'énergie du choc étant absorbée par sa déformation.
Des tests ont démontré qu'un flacon de verre rempli de nitroglycérine mais totalement exempt de toute trace du produit sur sa paroi externe pouvait être précipité d'une falaise et se briser sur les rochers sans exploser[réf. souhaitée]. En revanche, le même flacon, lâché d'une hauteur de quelques centimètres à peine sur un sol dur (métal, pierre), explosait à coup sûr si le flacon (ou le sol) était recouvert d'une fine couche de nitroglycérine (lors du contact avec le sol, le film externe de nitroglycérine subit une véritable percussion entre deux matières dures, ce qui provoque sa détonation, puis, par un phénomène dit « de sympathie », l'explosion de la nitroglycérine contenue dans le flacon). Des suintements sur les parois des récipients utilisés pour son transport seraient donc à l'origine d'accidents attribués à tort à la grande sensibilité de la nitroglycérine. Toutefois, taper dessus au marteau serait une très mauvaise idée : soumise à un choc énergique et concentré, elle explose selon un premier régime de détonation, situé aux alentours de 2 000 m/s. Si on l'amorce au moyen d'un détonateur convenable, sa vitesse de détonation dépasse les 7 000 m/s. Sans que l'on puisse encore en expliquer la raison ni le mécanisme, la nitroglycérine est ainsi le seul explosif connu à posséder deux régimes de détonation[réf. souhaitée].

## Stabilité
Dans sa forme pure et à température ambiante, la nitroglycérine est stable et peut être conservée sans limite de temps (un échantillon préparé par Sobrero est ainsi toujours conservé à Turin, dans l'obscurité). En revanche, si elle conserve des traces d'acide de sa fabrication, elle se dégrade en quelques jours en devenant verdâtre (dégagement de gaz nitreux) et devient alors extrêmement dangereuse à manipuler.
On s'est assez vite rendu compte qu'elle pouvait être « désensibilisée » en la refroidissant jusqu'à la solidifier. Malheureusement, le processus de réchauffement nécessaire pour pouvoir ensuite s'en servir était également risqué. La nitroglycérine peut aussi devenir dangereuse à très basses températures (p. 75/178 du guide de l'OSCE).
Une autre manière de la désensibiliser est de la diluer à l'aide d'un solvant, comme l'éthanol ou l'acétone.
Enfin, on peut aussi la faire absorber par des matières inertes (kieselguhr, sciure, etc.) ou actives (nitrates alcalins, nitrocellulose, autres explosifs, etc.) : on obtient ainsi des dynamites, dites respectivement à base inerte ou active.
Des centaines de formulations existent, permettant la préparation de dynamites aux caractéristiques très précises.

## Usage médical

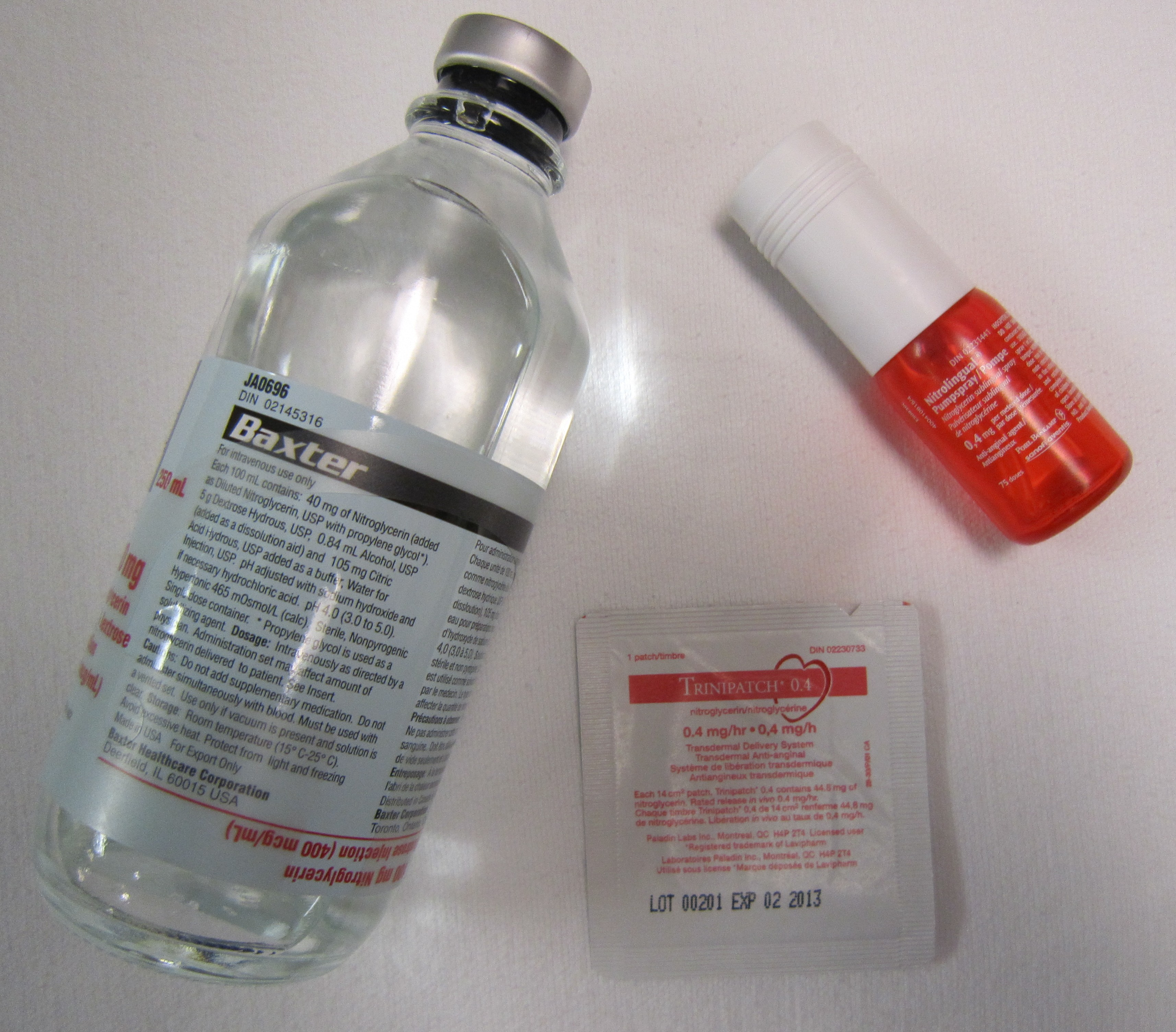
Exemples de conditionnement de la nitroglycérine utilisés dans le domaine médical.

En médecine, la nitroglycérine, appelée dans ce cas Trinitrine, Trinipatch, Discotrine, Epinitril, Nitriderm ou Natispray, peut être utilisée à petites doses dans certaines affections cardiaques, comme l'angine de poitrine sous forme de comprimés, de pulvérisations sous la langue (voie sublinguale), de perfusion intraveineuse continue ou de timbres transdermiques (patchs). Elle a été utilisée dans un but thérapeutique dès 1879 par William Murrel.
Mais c'est en 1977 que Ferid Murad montre que ces effets vasodilatateurs sont dus au monoxyde d'azote (NO) qui provoque un relâchement des muscles lisses des artères (comme l'a montré Louis Ignarro). Tous deux reçoivent le prix Nobel en 1998 pour ces découvertes.
La trinitrine est commercialisée pour la première fois sous forme de patch en 1984.
Le principal effet est la vasodilatation, c'est-à-dire l'élargissement des vaisseaux sanguins, ce qui permet d'augmenter le débit des coronaires et de diminuer la pression artérielle. Il a, par ce biais, un effet antispastique. Il diminue la consommation d'oxygène du myocarde et augmente l'apport de ce gaz au muscle cardiaque. La nitroglycérine est transformée par le corps en oxyde nitrique par le biais d'une enzyme, l'aldéhyde déshydrogénase mitochondriale (ALDH), qui la dégrade dans les mitochondries. L'oxyde nitrique produit alors l'effet vasodilatateur. L'effet de l'ALDH fut découvert en 2002 par Jonathan Stamler et Zohiqiang Chen, de l'université Duke, à Durham, en Caroline du Nord.
Un effet secondaire notable est la survenue de céphalées.
Dans le cas de l'accouchement par voie basse de jumeaux, la nitroglycérine est utilisée en cas d'hypertonie utérine ou de rétraction cervicale lors de la réalisation de manœuvres intra-utérines sur le deuxième jumeau : Trinitrine sublinguale (150 μg), une ou deux pulvérisations.
Elle fait partie de la liste des médicaments essentiels de l'Organisation mondiale de la santé (liste mise à jour en avril 2013).